# Ramadas (Nor Chichas)
Ramadas ist eine Ortschaft im Departamento Potosí im südamerikanischen Anden-Staat Bolivien.

## Lage im Nahraum
Ramadas ist der zentrale Ort des Kanton Ramadas im Municipio Cotagaita in der Provinz Nor Chichas. Die Ortschaft liegt in einer Höhe von 3261 m an einem der nur zur Regenzeit wasserführenden Trockentäler, die zum Río Cotagaita führen und über den Río Tumusla und den Río San Juan del Oro mit dem Río Pilcomayo verbunden sind.

## Geographie
Ramadas liegt zwischen den Höhenzügen der Cordillera de Chichas und der Cordillera Central, die sich aus der kargen Hochebene des bolivianischen Altiplano erheben. Das Klima ist wegen der Binnenlage kühl und trocken und durch ein typisches Tageszeitenklima gekennzeichnet, bei dem die Temperaturschwankungen zwischen Tag und Nacht in der Regel deutlich größer sind als die jahreszeitlichen Schwankungen.
Die Jahresdurchschnittstemperatur liegt bei 15 °C (siehe Klimadiagramm Cotagaita) und schwankt nur unwesentlich zwischen 11 °C im Juni/Juli und 18 °C im Dezember und Januar. Der Jahresniederschlag beträgt nur etwa 300 mm, mit einer stark ausgeprägten Trockenzeit von April bis Oktober mit Monatsniederschlägen unter 10 mm, und einer Feuchtezeit von Dezember bis Februar mit 70 bis 80 mm Monatsniederschlag.

## Verkehrsnetz
Ramadas liegt in einer Entfernung von 273 Straßenkilometern südlich von Potosí, der Hauptstadt des Departamentos.
Von Potosí aus führt die asphaltierte Nationalstraße Ruta 1 vom Titicaca-See im Norden zur argentinischen Grenze im Süden und durchquert dabei die Großstädte El Alto, Oruro und Potosí. Von Potosí aus führt sie über 37 Kilometer in südlicher Richtung bis Cuchu Ingenio, wo die Ruta 14 in südlicher Richtung abzweigt und über Vitichi, Tumusla und Cotagaita nach Ramadas und weiter in südlicher Richtung nach Villazón an der argentinischen Grenze führt.

## Bevölkerung
Die Einwohnerzahl der Ortschaft ist in den beiden Jahrzehnten zwischen den publizierten Volkszählungen auf das Vierfache angestiegen:
| Jahr | Einwohner | Quelle       |
| ---- | --------- | ------------ |
| 1992 | 224       | Volkszählung |
| 2001 | 331       | Volkszählung |
| 2012 | 996       | Volkszählung |
| 2024 |           | Volkszählung |

Die Region weist einen hohen Anteil an Quechua-Bevölkerung auf, im Municipio Cotagaita sprechen 96 Prozent der Bevölkerung Quechua.